# クレナイの季節
「クレナイの季節」（くれないのきせつ）は、美勇伝の5枚目のシングル。2005年10月5日発売。

## 概要
- 初回限定盤には美勇伝フォトカード1種が封入。

## 収録曲
全作詞・作曲：つんく
1. クレナイの季節
編曲：安部潤・平田祥一郎
2. 内心キャーキャーだわ！
編曲：鈴木俊介
3. クレナイの季節(Instrunmental)

## 参加ミュージシャン
クレナイの季節
- プログラミング：安部潤
- ギター：鈴木健治

内心キャーキャーだわ！
- プログラミング&ギター：鈴木俊介
- ベース：鹿島達也
- ドラム：小西昭次郎